# هاینس ۲۶۸۷۹
سیارک ۲۶۸۷۹ (به انگلیسی: 26879 Haines، نامگذاری:1994NL2) بیست و شش هزار و هشتصد و هفتاد و نهمین سیارک کشف شده‌است که در ۹ ژوئیه ۱۹۹۴ کشف شد.